# Selenetherium
Selenetherium — вимерлий рід слонових. Єдиний описаний вид: Selenetherium kolleensis знайдений у Чаді.